# Сибирцевский 1-й сельсовет
Сибирцевский 1-й сельсовет — сельское поселение в Венгеровском районе Новосибирской области Российской Федерации.
Административный центр — село Сибирцево 1-е.

## История
Статус и границы сельского поселения установлены Законом Новосибирской области от 2 июня 2004 года № 200-ОЗ «О статусе и границах муниципальных образований Новосибирской области»

## Население
| 2002 | 2010 | 2012 | 2013 | 2014 | 2015 | 2016 |
| ---- | ---- | ---- | ---- | ---- | ---- | ---- |
| 461  | ↘423 | ↗439 | ↘431 | ↘420 | →420 | ↘407 |
| 2017 | 2018 | 2019 | 2020 | 2021 |      |      |
| ↗408 | ↘402 | ↘397 | ↘379 | →379 |      |      |

## Состав сельского поселения
| № | Населённый пункт | Тип населённого пункта       | Население |
| - | ---------------- | ---------------------------- | --------- |
| 1 | Кругленькая      | деревня                      | ↘0        |
| 2 | Серп и Молот     | деревня                      | ↘76       |
| 3 | Сибирцево 1-е    | село, административный центр | ↘346      |